# Jean-Jacques Barthélemy

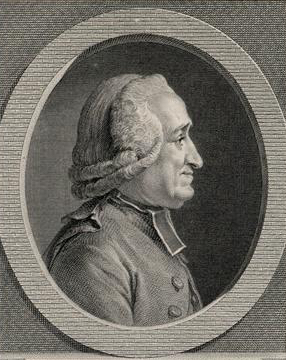
Jean-Jacques Barthélemy

Jean-Jacques Barthélemy (auch: Abbé Barthélemy; * 20. Januar 1716 in Cassis; † 30. Januar 1795 in Paris) war ein französischer Gräzist, Altertumsforscher, Numismatiker, Schriftsteller, Mitglied der Académie des Inscriptions et Belles-Lettres und Mitglied der Académie française.

## Leben und Werk
Jean-Jacques Barthélemy entstammte einer alteingesessenen Familie aus Aubagne bei Marseille. Mit vier Jahren verlor er seine Mutter. Zur Schule ging er in Marseille, zuerst bei den Oratorianern, die aber bei Bischof Belsunce, der Jesuit war, als jansenistisch galten und nicht gut gelitten waren, dann bei den Jesuiten, wo er mit der Gelehrsamkeit in Berührung kam. In vorläufigem Festhalten an der geistlichen Karriere wechselte er in das Priesterseminar der Lazaristen, entschied sich jedoch für die Altertumswissenschaft und verließ 1741 das Seminar ohne Priesterweihe, wenn auch mit Tonsur. Er wandte sich an die Académie de Marseille und fand in Félix Cary (1699–1754) einen Mentor, der ihn in die Numismatik einführte und ihn im Studium der orientalischen Sprachen unterstützte.
Im Juni 1744 ging er mit einem Empfehlungsschreiben an Claude Gros de Boze nach Paris, wurde gnädig aufgenommen und lernte im Umkreis von de Boze Duclos, Foncemagne, den Grafen Caylus und Claude Sallier kennen. 1745 machte ihn de Boze, der das königliche Münz- und Antikenkabinett leitete, zu seinem Assistenten und verhalf ihm 1747 zur Aufnahme in die Académie des Inscriptions et Belles-Lettres, in deren Organ er zahlreiche wissenschaftliche Arbeiten publizierte. Gleichzeitig war er eine Art Edelhelfer des Grafen Caylus. Als de Boze 1753 starb, wurde er dessen numismatischer Nachfolger und brachte die Medaillensammlung in den langen Jahren seines Wirkens von 20 000 auf 40 000 Einheiten.
1753 lernte er das Ehepaar Choiseul kennen, Étienne-François de Choiseul und Louise Honorine Crozat du Châtel Choiseul (1734–1801), mit dem ihn eine lebenslange unverbrüchliche Freundschaft und Schicksalsgemeinschaft verbinden sollte. Die Anwesenheit des Botschafters Choiseul in Rom gab dem im Juni 1755 in die Royal Society und die Society of Antiquaries of London aufgenommenen Barthélemy Gelegenheit zu einer dreijährigen Rom- und Neapelreise ab August 1755, die er ausgiebig für archäologische Studien- und Sammlertätigkeit nutzte, zeitweise im Briefwechsel mit dem Grafen Caylus und dem Theatiner Paolo Maria Paciaudi (1710–1785).
Zurück in Paris verschaffte ihm Choiseul einträgliche Pfründen. 1766 wurde er in der Académie des Inscriptions Pensionär. Als die Choiseuls von 1770 bis 1774 auf das Schloss Chanteloup verbannt waren, teilte er ihre Abgeschiedenheit. Choiseuls Tod 1785 ging ihm so nahe, dass er sich zum Trost einen Roman schrieb, dessen Idee ihm bereits 30 Jahre zuvor in Italien gekommen war: Reise des jungen Anacharsis durch Griechenland vierhundert Jahre vor der gewöhnlichen Zeitrechnung. Der Roman erschien 1788 in 7 Bänden und wurde einer der größten Bucherfolge aller Zeiten. In zahlreiche Sprachen übersetzt, wurde er ein Jahrhundert lang verlegt (heute vergessen). In Bewunderung des Buches bat ihn die Académie française, sich für die Mitgliedschaft zu bewerben. Am 5. März 1789 wurde er als letztes Mitglied vor der Auflösung in die Akademie (Sitz Nr. 19) gewählt und am 25. August 1789 feierlich aufgenommen.
Am 2. September 1793 wurde der 77-jährigen Barthélemy im Zuge der Französischen Revolution festgenommen und  im Kloster der Madelonnettes eingekerkert. Mit Hilfe des Revolutionärs Edme-Bonaventure Courtois (1754–1816) hatte ihn Madame Choiseul (die später selbst vorübergehend festgenommen wurde) unter Einsatz ihrer Person nach 16 Stunden wieder freigekämpft. Anderthalb Jahre später starb er im Alter von 79 Jahren. In Aubagne erinnert die Straße Cours Barthélemy an ihn. Sein Denkmal steht auf dem Friedhof Cimetière des Passons in Aubagne.

## Veröffentlichungen (Auswahl)
- Réflexions sur l'alphabet et sur la langue dont on se servoit autrefois à Palmyre. Paris 1754 (Digitalisat)
- Réflexions sur quelques monumens phéniciens et sur les alphabets qui en résultent. Paris 1764 (Digitalisat), auch als Sonderdruck (Digitalisat), gelesen 1758
- Les amours de Carite et Polydor. Paris 1760 (Roman).
  - Carite et Polydore. Lausanne / Paris 1796 (mit Kurzbiographie).
  - (englisch) Carite and Polydorus. London 1799 (Digitalisat).
- Entretiens sur l’état de la musique grecque, vers le milieu du quatrième siècle, avant l’ère vulgaire. Paris 1777.
- Voyage du jeune Anacharsis en Grèce, dans le milieu du quatrième siècle avant l’ère vulgaire. 5 Bände. Paris 1788, zahlreiche Auflagen, zuletzt 1893. – Übersetzung in zahlreiche Sprachen, darunter:
  - (deutsch) Reise des jungen Anacharsis durch Griechenland vierhundert Jahr vor der gewöhnlichen Zeitrechnung. 7 Bände. Berlin 1790–1793. (übersetzt von Johann Erich Biester)
  - (englisch) Travels of Anacharsis the younger in Greece. 7 Bände. London 1790–1791.
- Abrégé de l’histoire grecque depuis les tems les plus anciens jusqu’à la prise d’Athènes, en 404 avant Jésus-Christ. Paris 1790.
- Dissertation sur une ancienne inscription grecque relative aux finances des Athéniens. Paris 1792.
- Halicarnasse, Prienne, Paphos et le Mont-Érix, opuscules posthumes de l’abbé Barthélemy. Paris 1796.
- Oeuvres diverses. 2 Bände. Paris 1798.
- Oeuvres complètes, hrsg. von Mathieu-Guillaume-Thérèse Villenave. 5 Bände. Paris 1821–1822 (mit Biographie und Schriftenverzeichnis, Bd. 1, S. I–LX; Digitalisat).
- Traité de morale à l’usage de la jeunesse, extrait des oeuvres diverses de J.-J. Barthélemy. Paris 1823.
- Mémoire sur les anciens monuments de Rome. Paris 1827.
- Charles Nisard (Hrsg.): Correspondance inédite du comte de Caylus avec le P. Paciaudi, théatin (1757–1765) suivie de celles de l’abbé Barthélemy et de P. Mariette avec le même. Paris 1877.
- Pierre E. Richard (Hrsg.): Mme du Deffand. Correspondance croisée avec la duchesse de Choiseul et l’abbé Barthélemy. 2 Bände. Paris 2011.